# DJ Tocadisco
DJ Tocadisco är en tysk DJ och musikproducent. Tocadisco föddes som Roman Böer den 8 juni 1974. Han bytte sedan namn till Roman Böer de Garcez. 2008 började han arbeta med den franska producenten David Guetta.